# Pestra splendida
Pestra splendida is een vliesvleugelig insect uit de familie Pteromalidae. De wetenschappelijke naam is voor het eerst geldig gepubliceerd in 1988 door Boucek.